# Metriona elatior
Metriona elatior is een keversoort uit de familie bladkevers (Chrysomelidae). De wetenschappelijke naam van de soort werd in 1829 gepubliceerd door Johann Christoph Friedrich Klug.